# Josef Smolle

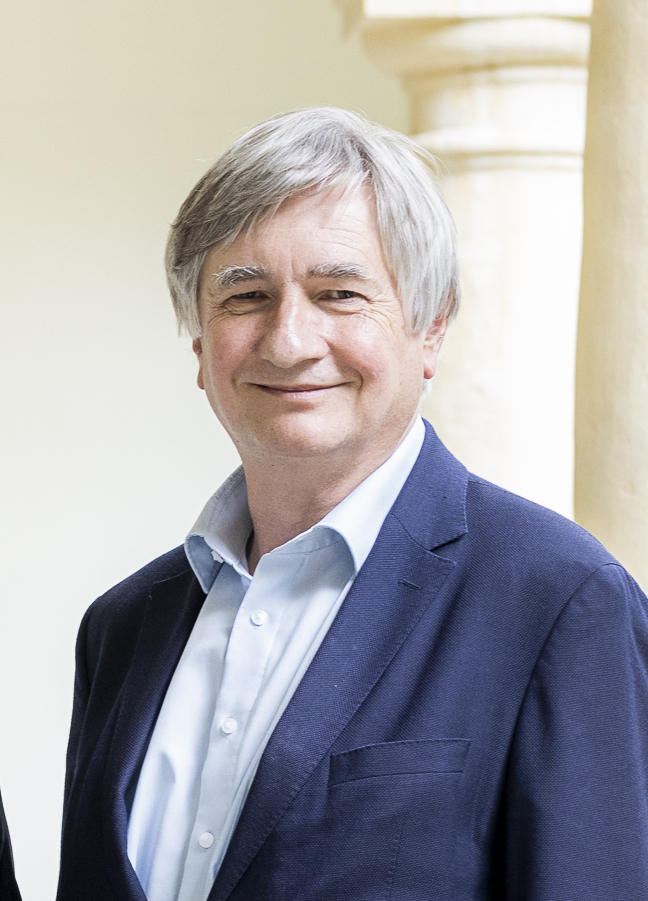
Josef Smolle im Juni 2022

Josef Smolle (* 23. August 1958 in Leibnitz) ist ein österreichischer Dermatologe, Venerologe und Politiker (ÖVP). Er war von 2008 bis 2016 Rektor der Medizinischen Universität Graz. Vom 24. Jänner 2018 bis zum 4. Juni 2019 war er Abgeordneter zum Nationalrat. Vom 19. Dezember 2019 bis zum 23. Oktober 2024 war er erneut Abgeordneter.

## Leben
Josef Smolle besuchte nach der Volksschule das Neusprachliche Gymnasium in Leibnitz, wo er 1976 maturierte. Anschließend studierte er an der Universität Graz Humanmedizin, 1981 promovierte er dort zum Doktor der Medizin. Während des Studiums war er als wissenschaftlicher Mitarbeiter am Institut für Histologie und Embryologie und am Zytologischen Institut des Landeskrankenhauses Graz tätig, nach Abschluss des Studiums war er als Turnusarzt am Krankenhaus der Barmherzigen Brüder Graz-Eggenberg und absolvierte die Facharztausbildung an der Universitätsklinik für Dermatologie und Venerologie. 1987 wurde er Facharzt für Haut- und Geschlechtskrankheiten und stationsführender Oberarzt an der Universitätsklinik für Dermatologie bzw. der Klinischen Abteilung für Allgemeine Dermatologie.
1988 habilitierte er sich mit der Schrift Mononuclear cell patterns of the skin – an immunohistochemical and morphometrical analysis für das Fach Dermatologie und Venerologie. 1997 wurde er außerordentlicher Universitätsprofessor an der Universitätsklinik für Dermatologie und Venerologie. 2002 schloss er den Universitätslehrgang Krankenhausleitung an der Donau-Universität Krems ab und wurde Mitglied des Obersten Sanitätsrates der Republik Österreich, dem er seitdem angehört. 2006 wurde er zum Universitätsprofessor für Neue Medien in der Medizinischen Wissensvermittlung und -verarbeitung am Institut für Medizinische Informatik, Statistik und Dokumentation der nunmehr eigenständigen Medizinischen Universität Graz (bis 2004 medizinische Fakultät der Universität Graz) berufen und zum Leiter der Abteilung Virtueller Medizinischer Campus (VMC) bestellt.
Ab 15. Februar 2008 fungierte er als Rektor der Medizinischen Universität Graz, im Februar 2011 wurde er vom Universitätsrat für eine zweite vierjährige Funktionsperiode beginnend mit Februar 2012 wiedergewählt. Mit 15. Februar 2016 folgte ihm Hellmut Samonigg in dieser Funktion nach. In seiner wissenschaftlichen Arbeit beschäftigt er sich unter anderem mit der Früherkennung von Hauttumoren mittels neuer, bildgebender Verfahren, in der Lehre mit Neuen Medien in der medizinischen Lehre und interaktiven elektronischen Lehr- und Lernmethoden.
Über seine akademische Tätigkeit hinaus engagiert er sich im Bereich Erwachsenenbildung als Vorstandsmitglied der Urania Steiermark, deren ehrenamtlicher Präsident er von 2017 bis 2023 war und seit 2025 wieder ist. 
Seit 1988 ist er mit der Universitätsprofessorin Freyja-Maria Smolle-Jüttner verheiratet, mit der er vier Kinder hat. Drei Kinder sind auch Mediziner geworden, davon sind zwei Töchter wieder an der Meduni Graz (in der Orthopädie bzw. Pulmologie) tätig.

## Politik
Bei der Nationalratswahl 2017 kandidierte er auf Platz vier der Landesliste der Steirischen Volkspartei. Im Nationalrat folgte er mit 24. Jänner 2018 Juliane Bogner-Strauß nach, die im Dezember 2017 Ministerin für die Agenden Frauen, Familie und Jugend in der Bundesregierung Kurz I wurde.
2015 wurde vom Parlament ein generelles Rauchverbot in der Gastronomie ab Mai 2018 beschlossen. Die Bundesregierung Kurz I beschloss im Zuge der Regierungsverhandlungen 2017, dieses Rauchverbot wieder aufzuheben. Smolle kündigte daraufhin an, im Nationalrat gegen die geplante Aufhebung des Rauchverbots stimmen zu wollen. Im Februar 2018 erklärte Iris Brüggler, die Pressesprecherin des ÖVP-Klubs, auf Anfrage wie Josef Smolle beim türkis-blauen Antrag zum Kippen des Rauchverbots abstimmen werde, die Position Smolles: „In dem Moment, in dem er Abgeordneter wurde, hat er gesagt, dass er pakttreu stimmen werde“. Seine Aussage im Dezember 2017 habe Smolle noch als Privatmann getätigt, so Brüggler. Am 22. März 2018 blieb er sowohl der Debatte als auch der Abstimmung im Nationalrat fern. Das generelle Gastronomie-Rauchverbot wurde vom Nationalrat nach dem Ende der Türkis-Blauen Bundesregierung im Juli 2019 – während Smolle nicht Nationalratsabgeordneter war – wieder beschlossen und trat mit 1. November 2019 in Kraft.
Im Juni 2019 nahm Juliane Bogner-Strauß ihr Nationalratsmandat wieder an, Josef Smolle schied aus dem Nationalrat aus. Im Dezember 2019 wurde Bogner-Strauß Landesrätin in der Landesregierung Schützenhöfer II. Josef Smolle, ein Vertreter des ÖVP-Arbeitnehmerflügels, zog mit 19. Dezember 2019 wieder in den Nationalrat ein, nachdem Martina Kaufmann von der Landesliste auf das Grazer Grundmandat wechselte.
Nach dem Wechsel von Gaby Schwarz in die Volksanwaltschaft im Juli 2022 wurde Smolle im ÖVP-Parlamentsklub zum Bereichssprecher für Gesundheit gewählt. Für die Nationalratswahl 2024 wurde er auf Platz fünf der Landesliste der ÖVP Steiermark gereiht. Er erhielt kein Mandat und schied mit 23. Oktober 2024 aus dem Nationalrat aus.

## Auszeichnungen (Auswahl)
- 2016: Goldenes Ehrenzeichen des Landes Oberösterreich[26]
- 2016: Großes Goldenes Ehrenzeichen für Verdienste um die Republik Österreich[27]
- 2016: Großes Goldenes Ehrenzeichen des Landes Steiermark[28]

## Publikationen (Auswahl)
- 1998: Lernen erleben: Anregungen für Studium und Fortbildung, Oldenbourg-Verlag, München/Wien 1998, ISBN 978-3-486-24823-4
- 1998: Dermatologie und Venerologie: elektronischer Atlas und Kompendium, gemeinsam mit Helmut Kerl, de Gruyter, Berlin 1998, ISBN 978-3-11-015088-9
- 2001: Beratungsproblem Haut: Diagnostik, Therapie und Pflege im Praxisalltag; mit 106 Fallbeispielen, gemeinsam mit Frank H. Mader, Springer-Verlag 2001, ISBN 978-3-540-41706-4
- 2008: Klinische MC-Fragen rasch und einfach erstellen: ein Praxisleitfaden für Lehrende, de Gruyter, Berlin/New York 2008, ISBN 978-3-11-020854-2
- 2012: Das Derma-Kurs-Buch: fallbezogenes Lernbuch zur Dermatologie, Allergologie und Venerologie, gemeinsam mit Thomas Wiesner, Isabella Fried, Wolfram Sterry und Helmut Kerl, De Gruyter, Berlin/Boston 2012, ISBN 978-3-11-020067-6